# Lockheed L-188 Electra
Vous lisez un « bon article » labellisé en 2022.
Pour les articles homonymes, voir Elektra.
Ne doit pas être confondu avec Lockheed L-10 Electra.
Dimensions
Le Lockheed L-188 Electra est un avion de ligne à turbopropulseurs construit aux États-Unis. Son premier vol a lieu en 1957. Il rencontre d'abord le succès, mais les ventes s'effondrent après deux accidents qui nécessitent d'importantes et très onéreuses modifications, ce qui met fin à sa carrière commerciale, d'autant que les moteurs à réaction s'imposent dans l'aviation au détriment des turbopropulseurs. La production s’arrête dès 1961 après 170 exemplaires construits, les appareils restants étant graduellement convertis par la suite en avions de fret ou pour des usages militaires.
Les performances du L-188 Electra sont à peine inférieures à celles d'un avion à réaction, avec des coûts d'exploitation moindres. Conçu pour accéder aux aéroports régionaux des années 1950, incapables de recevoir des jets, l'Electra est capable de se poser sur des pistes courtes et non recouvertes, et il ne nécessite qu'un minimum d'infrastructures au sol, ce qui en fait un avion très utile dans les régions isolées.
La cellule de l'avion a donné lieu à un dérivé militaire, le Lockheed P-3 Orion de patrouille maritime, construit en une bien plus grande série (757 exemplaires) et encore en service en 2022 dans les forces armées de nombreux pays.

## Origine
Vers 1950, Lockheed occupe une place enviable sur le marché des avions de ligne long-courrier, avec sa prestigieuse série Constellation. À travers ses différentes versions, ce quadrimoteur est produit à 856 exemplaires de 1943 à 1958 et sert d'avion de transport au président des États-Unis Dwight D. Eisenhower. Lockheed s'intéresse beaucoup au turbopropulseurs. Le projet d'installer des turbopropulseurs sur une cellule de Constellation se concrétise par quatre prototypes, mais l'avion ainsi obtenu consomme des quantités excessives de carburant.
Lockheed établit un cahier des charges, finalisé en 1954, pour un avion de ligne à turbopropulseurs. Cette technologie, appelée à l'époque propjet par Lockheed, est envisagée comme transitoire. L'avion doit avoir une vitesse de croisière de 640 km/h et une autonomie de 3 000 km, être particulièrement économe à l'achat et à l'entretien, transporter 99 passagers et pouvoir effectuer des escales courtes sans ravitaillement intermédiaire. Il doit surtout être compatible avec les aéroports régionaux existants, ces derniers n'étant susceptibles de pouvoir recevoir des jets qu'après de coûteuses améliorations, notamment l'allongement des pistes. L'équipe chargée du projet est la même qui a conçu le Lockheed C-130 Hercules, avion de transport militaire tactique au succès hors du commun, dont des dérivés sont encore en production en 2021. Les premiers croquis ressemblent à un dérivé civil direct du Hercules, mais l'avion s'en éloigne ensuite, notamment en adoptant une aile basse, même s'il conserve les moteurs du Hercules,.
L-188 est la désignation constructeur. Le nom choisi, Electra, fait référence à un célèbre bimoteur de l'avant-guerre, le Lockheed L-10 Electra, lui-même nommé d'après l'étoile Electra de l'amas des Pléiades. C'est à bord d'un L-10 Electra qu'Amelia Earhart tente le tour du monde pendant lequel elle disparait en 1937. Nommer les avions d'après des objets astronomiques est une tradition chez Lockheed (C-5 Galaxy, Constellation…).

## Caractéristiques
L'avion est entièrement construit en alliage d'aluminium. Il est aménagé de façon assez dense, visant à transporter jusqu'à une centaine de passagers sur des étapes assez courtes. La vitesse de croisière atteint presque 650 km/h. La conception de l'Electra est assez largement influencée par celle du Vickers Viscount britannique, premier avion de ligne turbopropulsé au monde.

### Un avion peu exigeant

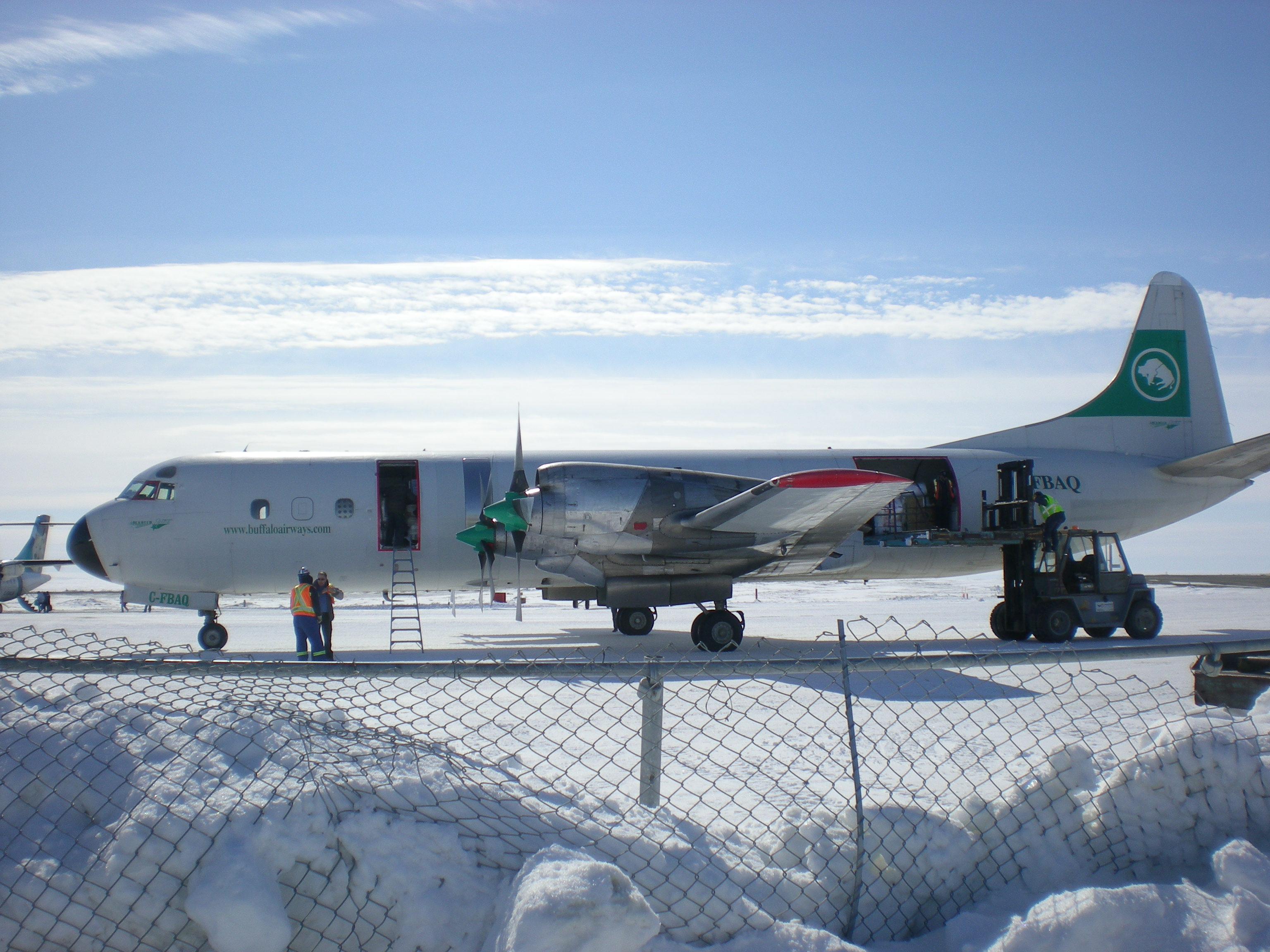
Un Electra à Cambridge Bay, Nunavut.

L'une des caractéristiques les plus significatives de l'Electra est sa faible exigence en matière d'infrastructures au sol pour un avion de cette taille. Grâce à la puissance de ses moteurs (presque doublée par rapport au Constellation, alors que l'Electra est un peu plus petit) et au fait que l'essentiel de la surface des ailes est « soufflée » par le flux d'air des hélices, l'Electra n'a besoin que d'une piste de 1 440 mètres pour décoller,. De plus, il peut parfaitement se poser sur des pistes non-recouvertes, qu'elles soient en herbe ou en terre battue, ou même recouvertes de neige.
Dans cette même optique de réduction des exigences au sol, mais aussi pour optimiser le temps d'embarquement et de débarquement, l'avion possède ses propres escaliers d'accès escamotables (deux, un pour chaque porte), il n'est donc pas nécessaire d'utiliser une passerelle. Les portes sont situées du côté gauche. Pendant que les passagers débarquent et embarquent à gauche, les autres opérations sont effectuées du côté droit : ravitaillement en carburant, remplissage des réserves d'eau, etc..
L'avion utilise normalement l'aide d'une alimentation au sol pour démarrer ses moteurs. Cependant, il possède des batteries et un onduleur, qui lui permettent, au besoin, de démarrer et décoller de façon totalement autonome, sans l'aide du moindre équipement au sol.

### Motorisation
L'Electra est équipé de quatre turbopropulseurs Allison 501D-13 de 3 750 ch chacun. Ils sont pratiquement identiques aux Allison T56A-1A du C-130A (première version de série du Hercules). Dans les années 1950, le turbopropulseur est une technologie tout aussi nouvelle que le turboréacteur. Comme ce dernier, il consiste essentiellement en une turbine à gaz, la différence est qu'il prélève le plus d'énergie cinétique possible au flux de gaz sortant et l'utilise pour actionner une hélice. Dans le cas de l'Electra, le flux chaud sortant de la turbine ne représente que 8 % de la poussée du moteur, 92 % étant exercée par l'hélice. Comparé à un moteur à pistons de puissance équivalente, ce turbopropulseur est environ 50 % plus léger. La puissance réellement fournie par le turbopropulseur à l'hélice est de 3 460 ch, le chiffre de 3 750 ch est obtenu en ajoutant, par une équivalence, la poussée du flux d'échappement de la turbine.
Dans un souci d'évolutivité de l'avion, la nacelle est prévue pour accueillir la version 501D-15 (non disponible au moment où l'Electra a été commercialisé), offrant 300 ch de plus,. Les nacelles moteur de l'Electra ressemblent à celles du C-130 Hercules, mais montées « à l'envers » : la turbine se situe au-dessus de l'aile, et l'entrée d'air, au-dessus du moyeu de l'hélice. L'aile étant en position basse, cette disposition permet de réduire le risque d'ingestion de débris au décollage ou à l'atterrissage. Par ailleurs, le fait de placer les turbines au dessus de l'aile permet d'offrir plus de garde au sol aux hélices : avec des moteurs sous les ailes, l'Electra aurait eu besoin d'un train d'atterrissage plus haut, ou d'hélices plus petites. On retrouve ce détail sur l'Iliouchine Il-18, par exemple.
L'Electra est surmotorisé, avec un rapport puissance-poids exceptionnel : avec 15 000 ch pour une masse maximale au décollage de 51 t, il offre ainsi 0,29 ch/kg à pleine charge. C'est plus que certains avions civils à turbopropulseurs beaucoup plus récents : l'ATR-42, lancé dans les années 1980, se situe à 0,23 ch/kg. L'Electra, sur ce plan, est à égalité avec un Airbus A400M, qui dispose de 44 000 ch pour 151 t de masse maximale au décollage. L'avion a tellement de réserve de puissance que les équipages des P-3 Orion, sa version de patrouille maritime, ont l'habitude de couper un moteur, et exceptionnellement deux, en plein vol pour réduire la consommation de carburant lorsqu'ils doivent effectuer de très long vols à faible vitesse.

### Cabine
La cabine de l'avion mesure 20 m de long pour 2,7 m de large et 1,93 m de haut. L'aménagement le plus courant place quatre sièges par rangée, avec un total de 72 places, dont 6 de première classe, mais le nombre de passagers peut être largement supérieur avec des aménagements plus denses. L'équipage de cockpit se compose d'un pilote, un copilote et un ingénieur de vol.

### Voilure et système de carburant
La voilure, relativement petite, est, sur trois quarts de sa surface, enveloppée par le flux d'air des hélices, ce qui augmente sa portance. Elle se prolonge de volets de type fowler particulièrement grands, ce qui contribue à réduire la vitesse de décollage et de d'atterrissage (donc la longueur de piste nécessaire).
Les ailes contiennent la totalité des réservoirs de carburant. Ils sont au nombre de quatre, d'une capacité totale de 25 m3, et sont structurels, c'est-à-dire que leurs parois contribuent à la tenue mécanique des ailes, et par ailleurs elles sont directement exposées à l'environnement extérieur.

### Systèmes hydrauliques et électriques, dégivrage
Chaque moteur entraîne une génératrice électrique synchrone de 60 kVA pour l'alimentation. Le système fonctionne en 400 Hz. Trois génératrices suffisent pour alimenter l'ensemble des systèmes, il y en a donc une en réserve.
Le dégivrage est considérablement simplifié sur un avion à turbine, comparé aux moteurs à piston : il est en effet possible de prélever de l'air comprimé et chaud, en quantité largement suffisante, à l'étage de compression des moteurs. Chaque moteur de l'Electra fournit ainsi, quand le dégivrage est nécessaire, de l'air sous une pression comprise entre 40 et 90 kPa, à une température de près de 300 °C. Des tuyaux acheminent l'air en question le long du bord d'attaque des ailes, du stabilisateur et de la dérive, sans oublier le radôme.

### Pressurisation, chauffage, et climatisation
L'avion est bien sûr pressurisé. Si beaucoup d'avions utilisent un prélèvement d'air moteur pour la pressurisation, ce n'est pas le cas de l'Electra. L'air pour la cabine est fourni par deux petits compresseurs, actionnés par les deux moteurs les plus proches du fuselage. La différence de pression maximale entre la cabine et l'extérieur est de 45 kPa (l'appareil ne vole pas aussi haut qu'un jet). La climatisation utilise trois pompes à chaleur : une principale au fréon, et deux auxiliaires à cycle air. Le chauffage, lui, est principalement assuré par des panneaux chauffants, électriques, disposés sur le sol et les parois latérales de la cabine. Deux chauffages à air pulsé (également électriques) sont aussi disponibles, l'un chauffant le cockpit, l'autre venant en appoint pour la cabine, au démarrage ou par grand froid.

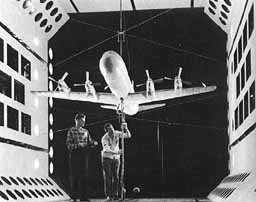
Maquette de soufflerie.
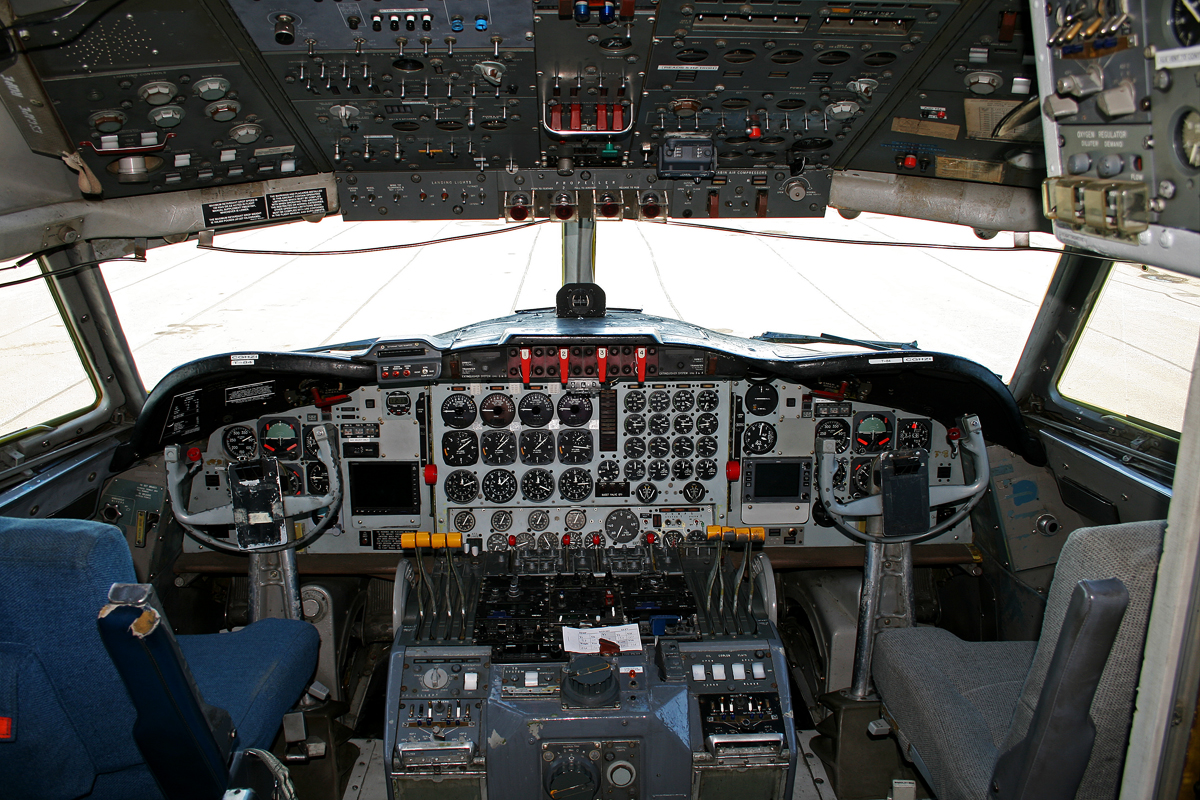
Cockpit.
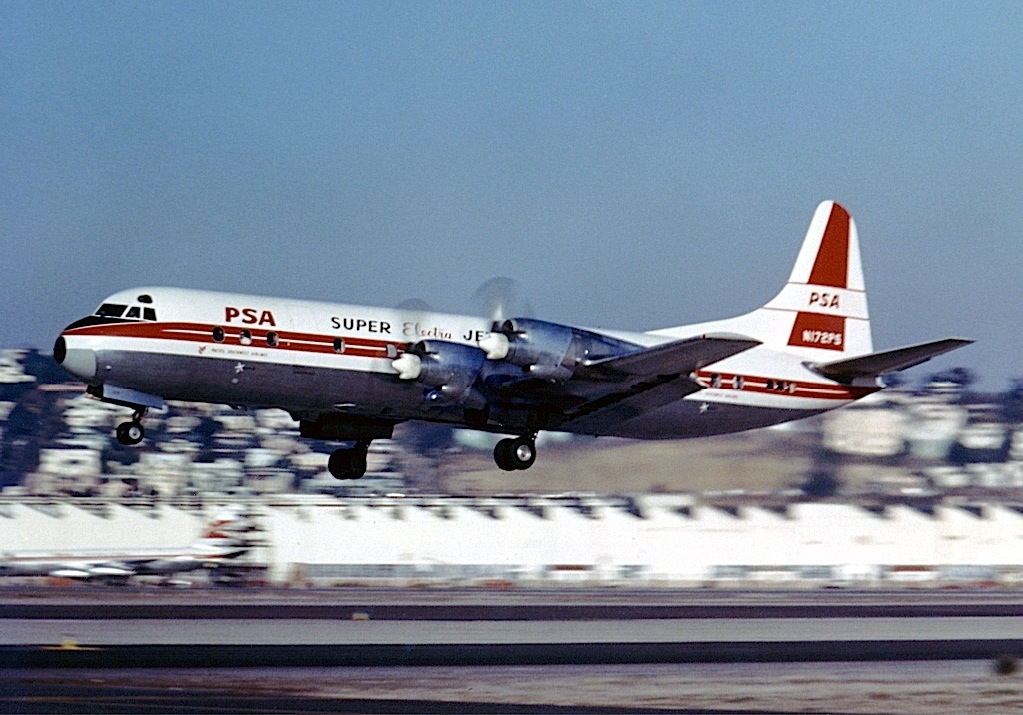
Au décollage.
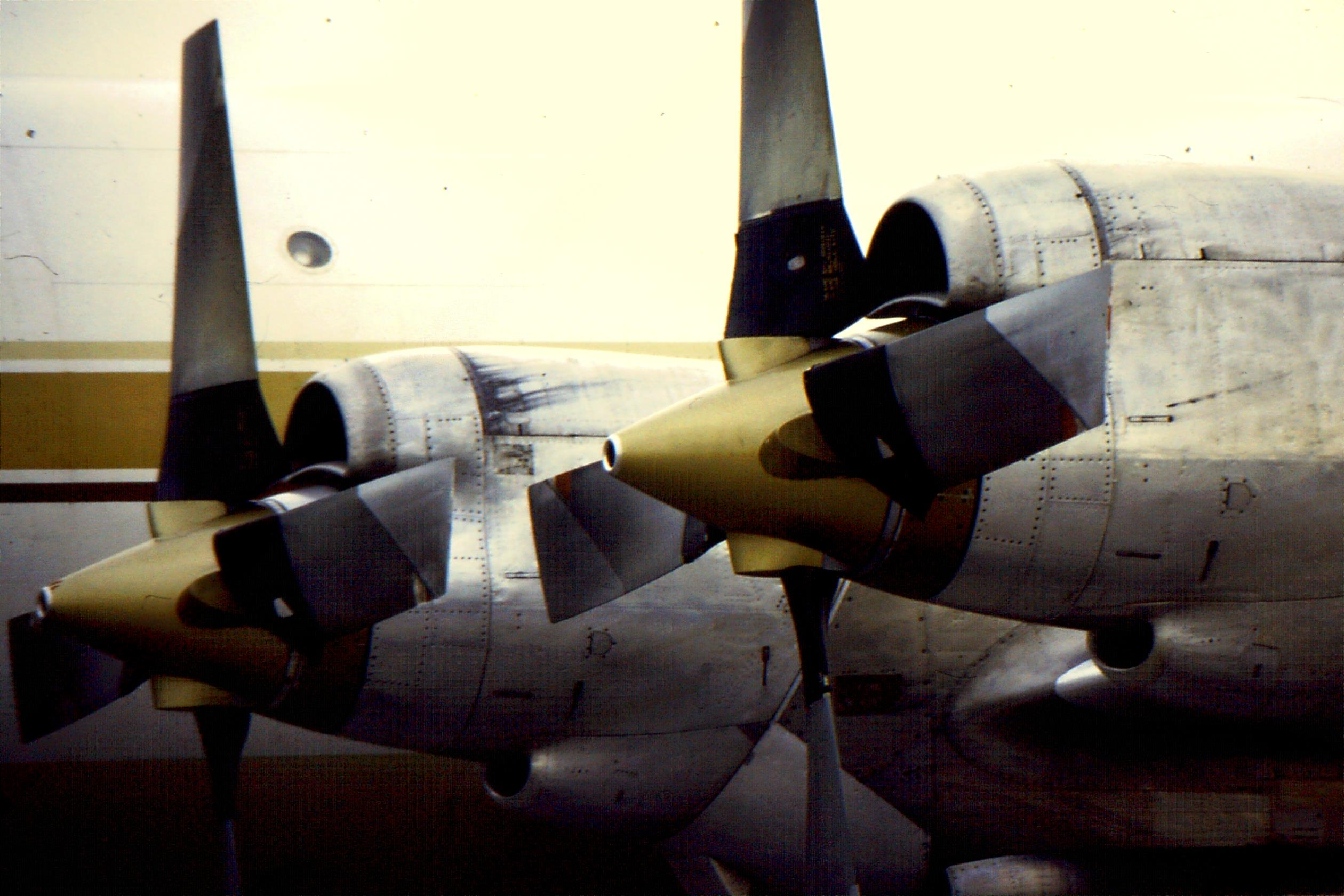
Deux des moteurs et leurs hélices.
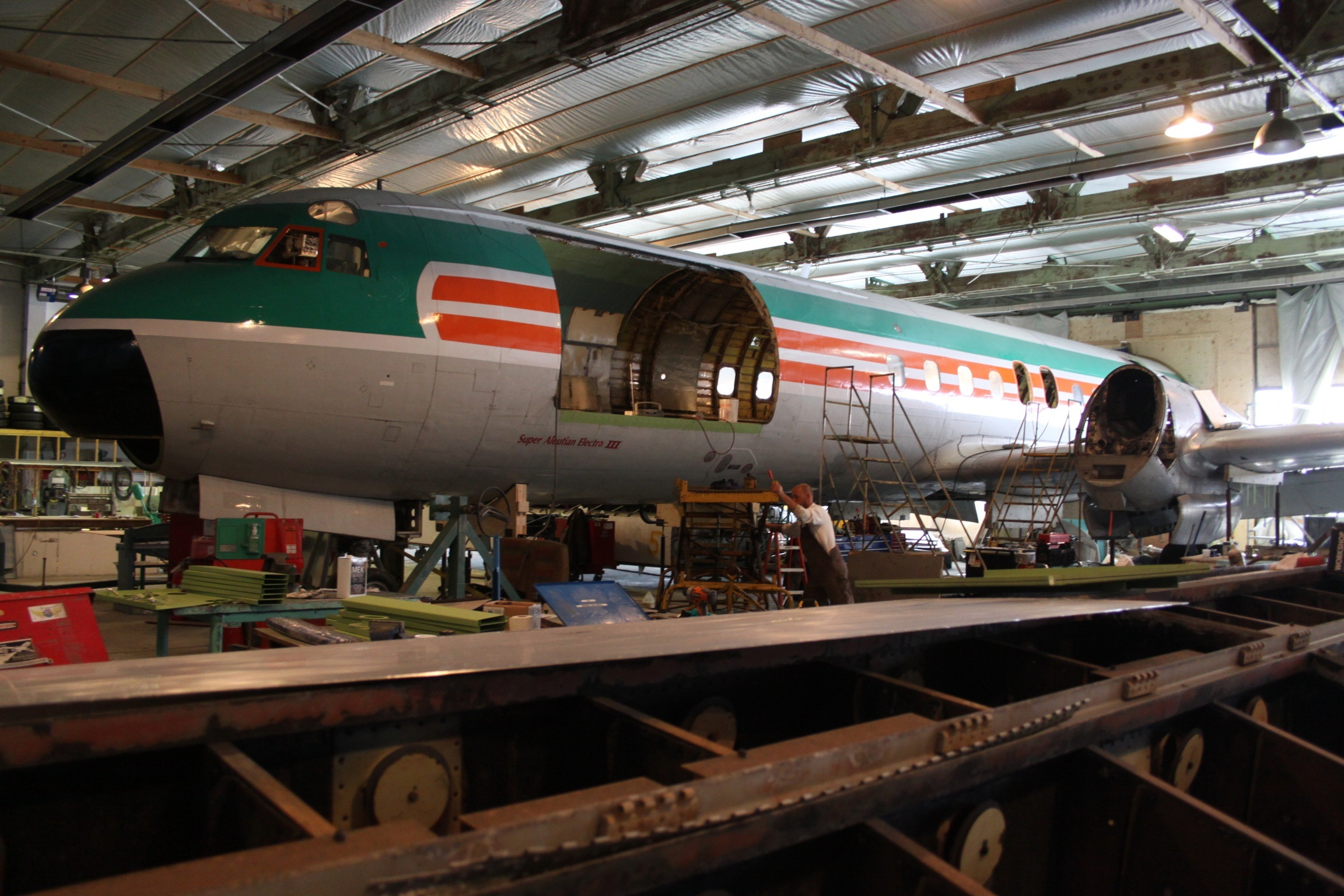
Avion dépiauté, montrant la structure du fuselage.

## Un succès commercial de courte durée

### Un début prometteur
Les ventes initiales de l'avion sont bonnes. Le jour où le prototype effectue son premier vol, Lockheed enregistre déjà 129 commandes, dont 40 exemplaires pour Eastern Air Lines et 35 pour American Airlines, un chiffre très encourageant. L'avion est certifié le 22 août 1958, et la première liaison aérienne régulière est assurée par Eastern Air Lines le 12 janvier 1959 et reçoit encore une soixantaine de commandes.
| Nom du client              | Pays       | L-188A | L-188C | Livraisons                                       |
| -------------------------- | ---------- | ------ | ------ | ------------------------------------------------ |
| Eastern Air Lines          | États-Unis | 35     | 5      | 1958-1959                                        |
| American Airlines          | États-Unis | 35     | 0      | 1958-1960                                        |
| Northwest Orient Airlines  | États-Unis | 0      | 18     | 1959-1961                                        |
| National Airlines          | États-Unis | 14     | 0      | 1959-1961                                        |
| Western Airlines           | États-Unis | 12     | 0      | 1959-1961                                        |
| KLM                        | Pays-Bas   | 0      | 12     | 1959-1960                                        |
| Braniff International      | États-Unis | 9      | 0      | 1959-1960                                        |
| Capital Airlines           | États-Unis | 0      | 5      | Commande annulée, livrés à de petites compagnies |
| Qantas                     | Australie  | 0      | 4      | 1959                                             |
| Tasman Empire Airways (en) | Australie  | 0      | 3      | 1959                                             |
| Pacific Southwest Airlines | États-Unis | 0      | 3      | 1959                                             |
| Ansett Australia           | Australie  | 3      | 0      | 1959-1960                                        |
| Garuda Indonesia           | Indonésie  | 0      | 3      | 1961                                             |
| Trans Australia Airlines   | Australie  | 3      | 0      | 1959-1960                                        |
| Cathay Pacific             | Hong Kong  | 2      | 0      | 1959                                             |
| General Motors             | États-Unis | 1      | 0      | 1958 (avion d'affaires)                          |
| Total                      |            | 114    | 53     |                                                  |

### Accidents
Le premier accident impliquant un L-188 survient en février 1959 : un avion d'American Airlines (en) s'écrase lors de son atterrissage à l'aéroport LaGuardia de New York. Cet accident, qui laisse cinq survivants sur 73 occupants, est dû à une erreur de pilotage, mais il ébrèche déjà la réputation de l'avion. Surviennent ensuite deux accidents dans lesquels les avions se désintègrent en plein vol, ne laissant aucun survivant, ce qui provoque l'inquiétude. Il s'agit d'un appareil de Braniff Airways en septembre 1959 (34 morts) et d'un autre de Northwest Orient Airlines (65 morts), au mois de mars suivant.
L'enquête sur ces accidents permet de comprendre qu'une résonance mécanique et acoustique se produit entre les moteurs et les ailes, fatiguant la structure des ailes jusqu'à la rupture. Un programme correctif est mis en place.

### Remise en service
Lockheed prend en charge les modifications sur les 135 appareils en service et les applique directement sur les 30 restant à livrer. Ces modifications, désignées sous le nom de code LEAP (Lockheed Electra Action Program), concernent principalement les nacelles moteur, et sont appliquées très rapidement : chaque avion ne revient à l'usine de Burbank que pour deux journées. L'avion repasse la certification FAA. Si les compagnies parviennent, au prix de longues campagnes de communication, à regagner la confiance des passagers, la carrière commerciale de l'avion ne redémarre pas. Aucune nouvelle commande n'est enregistrée après ces accidents.
Si le programme Electra n'est pas été un succès commercial, il donne naissance au Lockheed P-3 Orion, un appareil de patrouille maritime qui rencontre un succès aussi franc que durable : 757 exemplaires sont produits jusqu'en 1990 et l'appareil est utilisé par les forces armées de dix-neuf pays différents. L'Electra conserve la particularité d'être le seul avion de ligne de grande taille à turbopropulseurs ayant été produit aux États-Unis.

## Une carrière longue et diverse
Malgré l'absence de nouvelle vente, les exemplaires existants du L-188 connaissent une longue carrière et répondent à des besoins variés. L'avion est rapidement retiré des liaisons régulières de passagers pour les grandes compagnies au profit de jets. Par exemple, KLM, seule compagnie européenne à avoir acheté des Electra neufs (douze), ne les utilise que jusqu'en 1969. C'est aussi en 1969 que Braniff retire le modèle de ses lignes. Chez Northwest, la carrière de l'avion s'arrête en 1972.
Délaissés par les grandes compagnies, les Electra ne sont pourtant pas à la fin de leur carrière, loin de là. S'ils ne sont plus pertinents pour les grandes lignes aériennes régulières (des jets plus rapides, plus confortables et de plus grande capacité les ayant supplantés), ces avions conservent leur précieuse capacité à utiliser des pistes courtes, et des aérodromes peu équipés. Ainsi, souvent convertis en cargos, ils sont longtemps populaires sur le marché de l'occasion et beaucoup d'entre eux changent de mains de nombreuses fois.

### États-Unis
Reeve Aleutian Airways, une compagnie régionale d'Alaska (disparue en l'an 2000), fait l'acquisition de plusieurs Electra d'occasion à partir de 1970. Parfaitement adaptés aux conditions locales, les Electra, succédant à des avions à moteurs à piston (Douglas DC-3 et DC-6), assurent pendant près de trois décennies des liaisons entre l'aéroport d'Anchorage et les petits aérodromes situés dans les îles Aléoutiennes, les îles Pribilof et la péninsule d'Alaska. Zantop International Airlines (en) est un autre grand consommateur d'avions Electra d'occasion : cette compagnie de transport charter en possède jusqu'à 25 à la fois. Le National Center for Atmospheric Research utilise également un Electra, doté de nombreux instruments spécialisés, pour la recherche météorologique.

### Canada
Panarctic Oils Limited, entité semi-publique créée en 1966 par le Canada pour organiser l'exploration pétrolière dans l'archipel arctique, utilise deux Electra au cours des années 1970 pour assurer le transport de personnel et de matériel vers les sites d'exploration, où sont aménagées des pistes d'atterrissage rudimentaires.
La compagnie Nordair, agissant pour le compte de Environnement et Changement climatique Canada (ministère fédéral), utilise à partir de 1972 deux Electra dotés de radars spéciaux pour la surveillance des glaces maritimes. Opérant à partir de Terre-Neuve, ces avions représentent la participation canadienne à la patrouille internationale des glaces, une opération multinationale ayant pour mission de localiser les icebergs dans le nord-ouest de l'Atlantique, une tâche importante pour la sécurité de la navigation,.

### Amérique latine

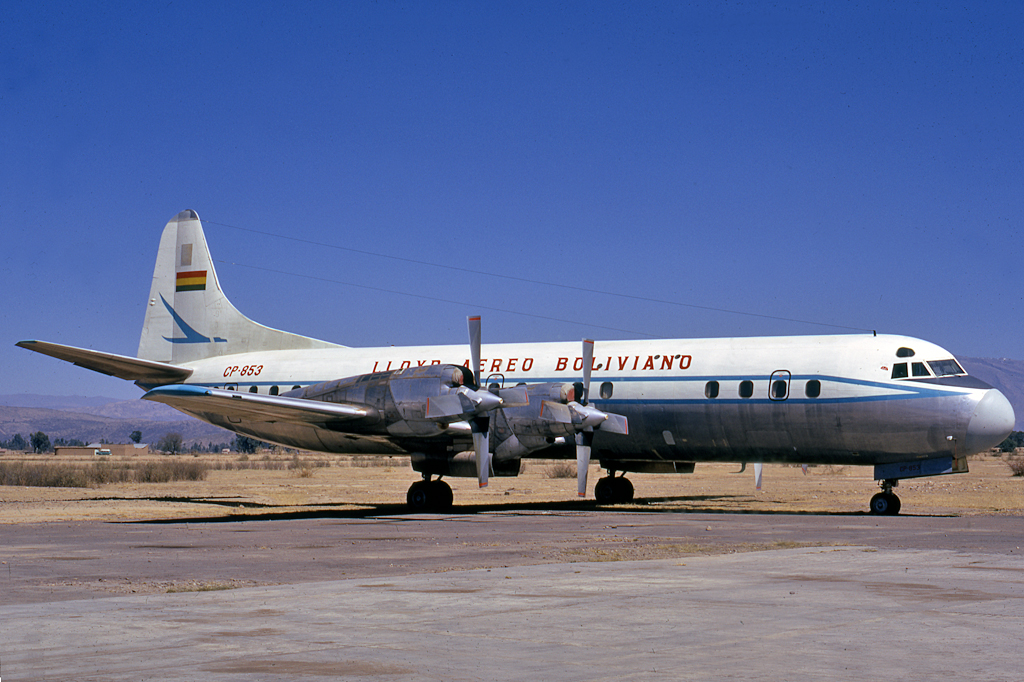
Un Electra de Lloyd Aéreo Boliviano à La Paz.

L'Electra est très populaire en Amérique latine pour la desserte de régions isolées. Transporte Aéreo Militar et Lloyd Aéreo Boliviano l'utilise à cette fin en Bolivie, tandis qu'en Équateur, la compagnie publique TAME l'exploite jusqu'en 1989 pour relier les îles Galapagos au continent.
La compagnie brésilienne Varig détient 14 Electra et les utilise notamment pendant trente ans pour assurer la navette aérienne entre Rio de Janeiro et São Paulo. Ils sont si emblématiques de cette ligne très fréquentée que leur retrait, en 1991, au profit de Fokker 100 et de Boeing 737, fait l'objet d'une large couverture médiatique, un concert de Antônio Carlos Jobim étant même organisé pour permettre aux Brésiliens de faire leurs adieux à cet avion. Quelques L-188 sont par ailleurs impliqués dans des affaires de trafic de stupéfiants.
En Colombie, des Electra sont utilisés par plusieurs compagnies distinctes. Aerocondor Colombia (en) les utilise pour le transport de passagers sur les principales lignes intérieures du pays. Plusieurs compagnies plus petites les emploient dans un rôle de cargo. Sur les 170 Electra produits, pas moins de 20 ont, à un moment donné, été immatriculés en Colombie. Au Honduras, deux compagnies (Transportes Aéreos Nacionales (en) ou TAN et Servicio Aéreo de Honduras S.A. (en) ou SAHSA) rachètent des Electra d'occasion auprès de compagnies basées aux États-Unis pour le transport de passagers sur des lignes reliant le Honduras à ses voisins, au Mexique, et au Sud des États-Unis.
Les autres compagnies ayant utilisé des Electra dans cette partie du monde sont Copa Airlines au Panama, Guyana Airways au Guyana, Líneas Aéreas Paraguayas (en) au Paraguay et Líneas Aéreas Nacionales S. A. (LINSA) au Pérou.

#### Forces armées
Les militaires argentins font l'acquisition de trois exemplaires d'occasion, en version cargo, en 1973. Ces avions sont d'assez triste mémoire dans le pays, étant utilisés pour des vols de la mort pendant la dictature militaire. Ils accomplissent aussi des missions de transport pendant la guerre des Malouines. Après le conflit, la marine argentine rachète des Electra d'occasion supplémentaires et les modifie dans un rôle de patrouille maritime.
D'autres forces armées d'Amérique latine ont recours à des Electra rachetés à des opérateurs civils comme avions de transport. C'est le cas par exemple de l'armée de l'air du Honduras.

### En Afrique
La compagnie cargo Transafrik International, dont le siège est en Angola mais dont les avions sont immatriculés à Sao Tomé-et-Principe, utilise longtemps des Electra. Elle ne s'en défait qu'à la fin des années 1990 au profit de versions civiles d'avions Hercules. La compagnie congolaise Trans Service Airlift utilise également des avions de ce type.

### En Europe
L'utilisation de L-188 convertis en cargo connaît un regain de popularité en Europe dans les années 1980 et 1990. Le secteur du transport aérien de colis connaît une très forte croissance durant cette période, engendrant un déficit d'avions adaptés, alors même que l'Electra se prête bien à cet usage. À titre d'exemple, la compagnie britannique Channel Express utilise ce type d'appareil à partir de 1993 pour assurer des transports de colis entre Cologne et l'Irlande pour le compte d'UPS. Une autre compagnie britannique, Atlantic Airlines, exploite un Electra dans ce rôle pour DHL jusqu'en 2013 ; il s'agit du dernier Electra à avoir volé en Europe.

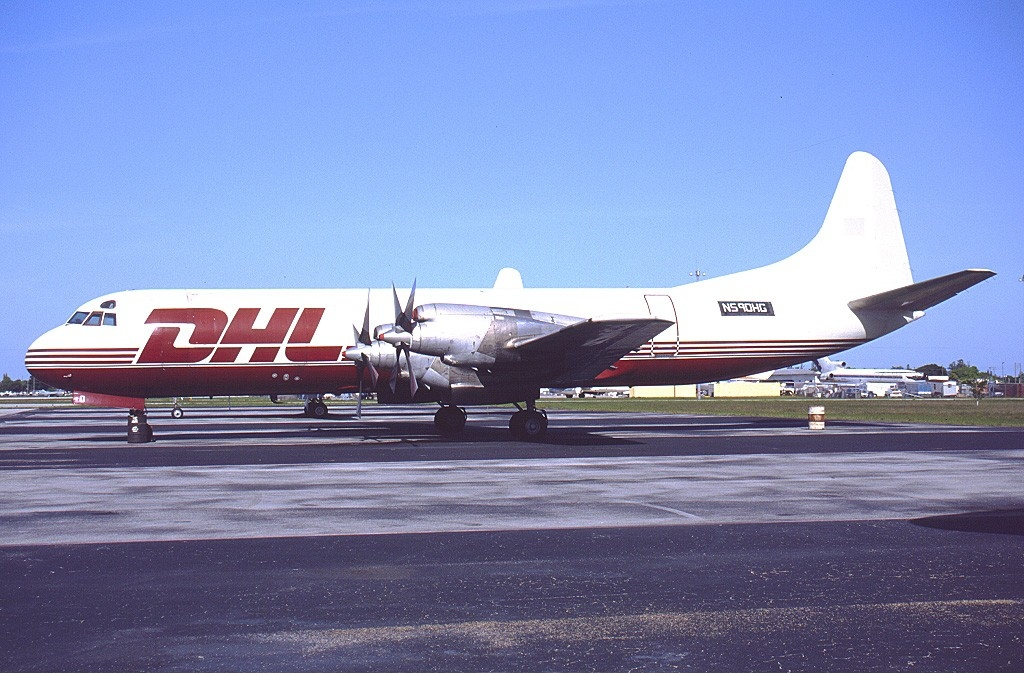
Avion-cargo DHL.
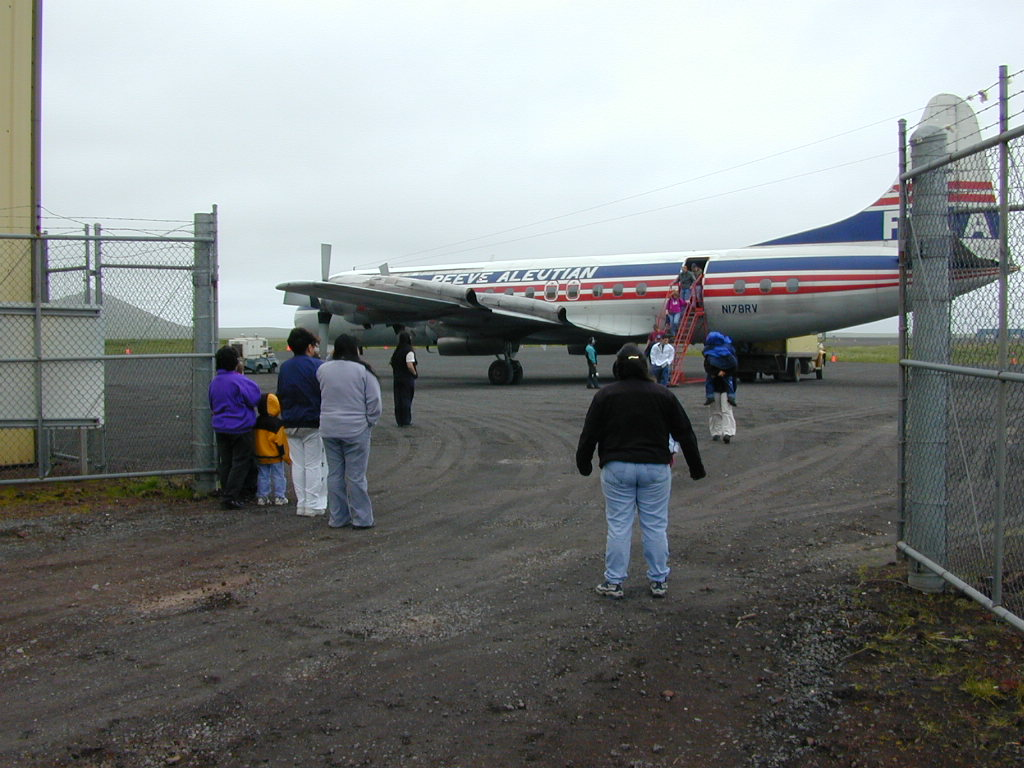
Desserte, en 2000, du petit aérodrome de l'île Saint-Paul, aux Aléoutiennes.
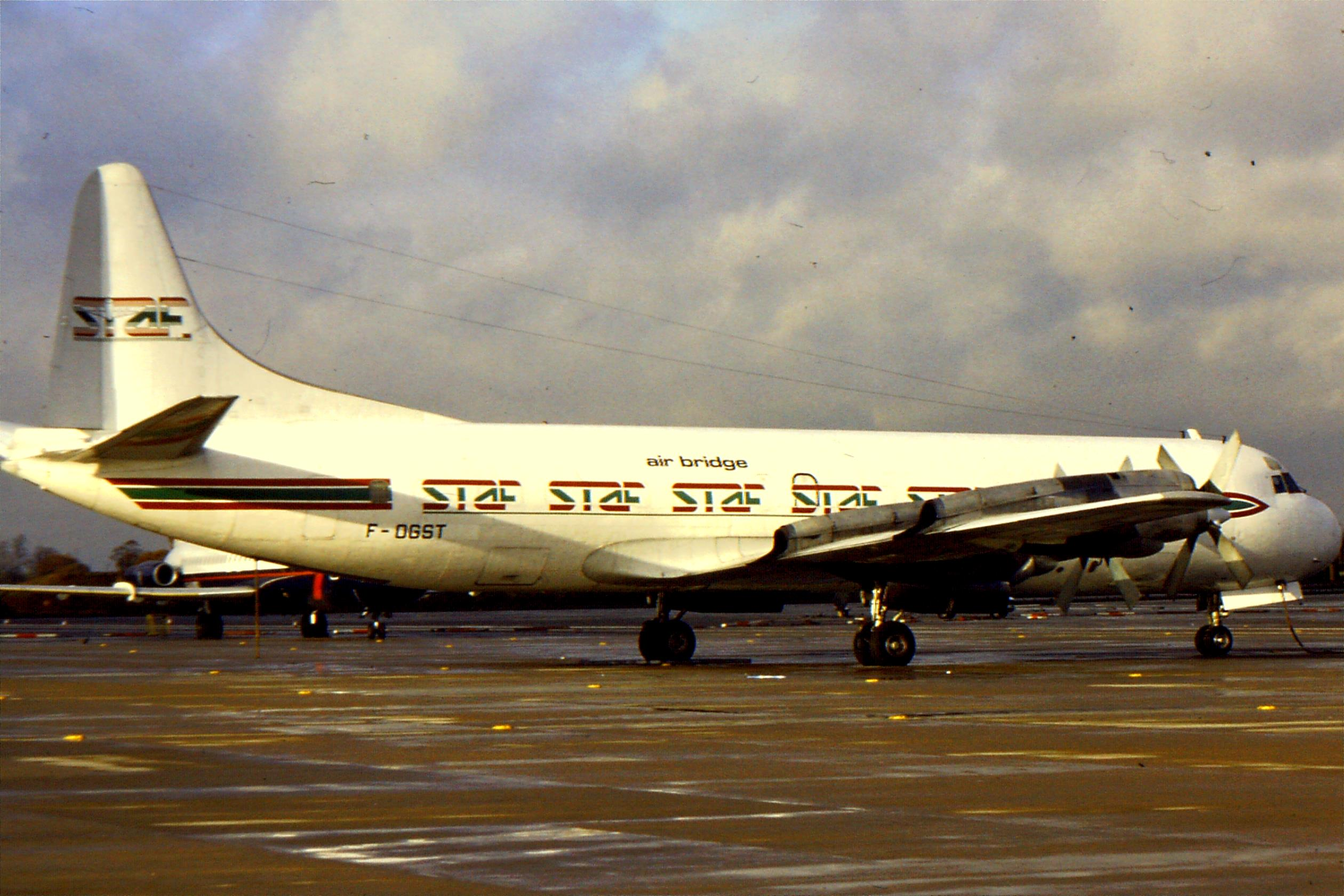
Avion civil en Argentine.
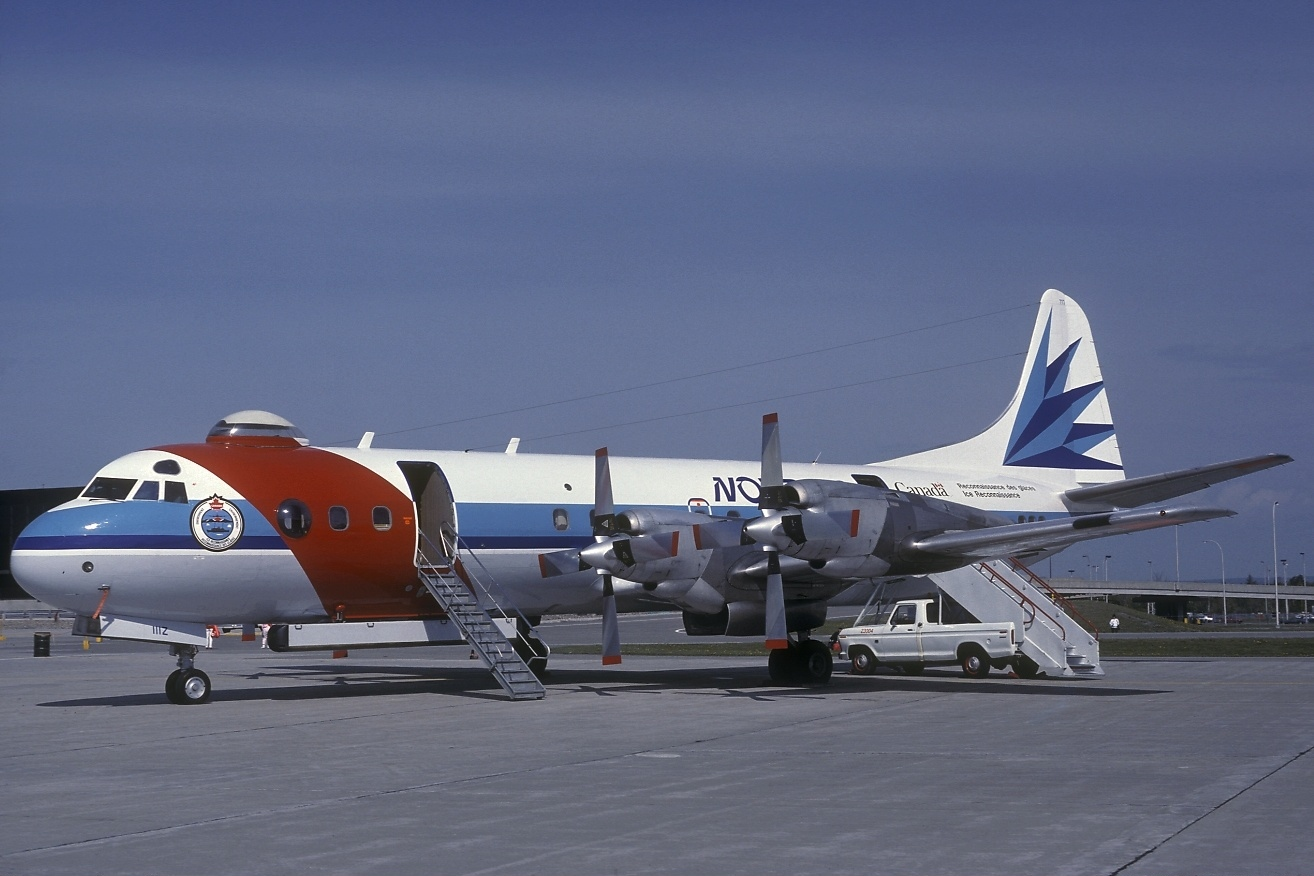
Avion de Nordair (ice Patrol), en 1985.

## Versions et dérivés
Les différentes versions du L-188 Electra sont les suivantes :
- L-188A : première version de série ;
- L-188AF : désignation appliquée aux L-188A convertis en fret ;
- L-188PF : désignation appliquée aux L-188A convertis en combi fret-passager ;
- L-188C : version dont la masse maximale au décollage, la capacité en carburant et l'autonomie sont accrues. L'autonomie avec cinq tonnes de charge utile atteint 5 600 km[39] ;
- L-188CF : désignation appliquée aux L-188C convertis en fret ;
- L-188 Electra II : désignation des appareils modifiés et remis en service à la suite des accidents.

Par ailleurs, le L-188 a donné lieu à des dérivés militaires :
- P-3 Orion : appareil de patrouille maritime et de lutte anti-sous-marine reprenant la cellule du L-188. Il connaît une carrière bien plus fructueuse que la version civile, avec 757 exemplaires livrés jusqu'en 1990. Les marines américaine et japonaise sont ses principaux utilisateurs[61] ;
- CP-140 Aurora : version de patrouille maritime réalisée à 21 exemplaires pour l'aviation royale canadienne. La cellule est la même que sur l'Orion, mais l'électronique est celle du S-3 Viking[62].

## Accidents et incidents impliquant un L-188 Electra
| Date              | Lieu                                          | Avion concerné | Service                                        | Notes |
| ----------------- | --------------------------------------------- | -------------- | ---------------------------------------------- | --- |
| 3 février 1959    | Approche de l'aéroport LaGuardia (New York)   | N6101A         | American Airlines                              | Vol American Airlines 320 (en). Descente trop rapide (erreur humaine), 8 survivants sur 73 occupants. |
| 29 septembre 1959 | Près de Buffalo (Texas)                       | N9705C         | Braniff International Airways                  | Vol Braniff International Airways 542. Rupture de l'aile gauche en vol. Dû à un défaut structurel de l'avion. Aucun survivant. |
| 17 mars 1960      | Près de Cannelton (Indiana)                   | N121US         | Northwest Orient Airlines                      | Vol Northwest Orient Airlines 710. Deuxième accident dû au problème structurel. Aucun survivant. |
| 4 octobre 1960    | Aéroport internation Logan (Boston)           | N5533          | Eastern Air Lines                              | Vol Eastern Air Lines 375. Collision aviaire. Sept survivants sur 72 occupants. |
| 12 juin 1961      | Approche de l'aéroport du Caire (Égypte)      | PH-LLM         | KLM                                            | Vol KLM 823 (en). Vingt morts sur les 36 occupants. Dû à une erreur humaine. |
| 17 septembre 1961 | Aéroport international O'Hare (Chicago)       | N137US         | Northwest Orient Airlines                      | Vol Northwest Orient Airlines 706 (en). Dû à une erreur humaine. Trente-sept occupants, pas de survivants. |
| 22 avril 1966     | Aéroport municipal d'Ardmore (Oklahoma)       | N183H          | American Flyers Airline                        | Vol American Flyers Airline 280/D (en). Le pilote a souffert d'un malaise cardiaque pendant l'atterrissage. Quinze survivants sur 98 occupants. |
| 16 février 1967   | Aéroport international Sam-Ratulangi          | PK-GLB         | Garuda Indonesia Airways                       | Vol Garuda Indonesia 708 (en). Descente trop rapide, l'atterrissage est si brutal que le train se brise. Vingt-deux morts. |
| 3 mai 1968        | Dawson (Texas)                                | N9707C         | Braniff International Airways                  | Vol Braniff International Airways 352. Pris dans une tempête, l'avion se brise à la suite d'une manœuvre à fort facteur g. Pas de survivants. |
| 9 août 1970       | À 4 km de l'aéroport de Cuzco (Pérou)         | OB-R-939       | LANSA                                          | Vol LANSA 502 (en). Panne d'un moteur liée à un défaut de maintenance. Un seul survivant sur cent passagers. |
| 24 décembre 1971  | Puerto Inca (Pérou)                           | OB-R-941       | LANSA                                          | Vol LANSA 508. Détruit en vol par un orage. Une seule survivante. |
| 27 aout 1973      | Près de Bogota (Colombie)                     | HK-777         | Aerocondor Colombia                            | Erreur de navigation, l'avion percute une montagne dissimulée dans les nuages. Quarante-deux morts, aucun survivant. |
| 30 octobre 1974   | Rea Point Airfield (Territoire du Nord-Ouest) | CF-PAB         | Panarctic Oils                                 | Vol affrété par l'industrie pétrolière pour l'exploration dans le grand nord. L'avion s'est écrasé sur la banquise. Deux survivants sur 34 occupants. |
| 10 juillet 1975   | Aéroport international El Dorado (Bogota)     | HK-1976        | Aerocondor, vol cargo                          | Collision au sol avec un Douglas DC-6. Deux morts. |
| 4 juin 1976       | Naval Air Station Agana (en) (Guam)           | RP-C1061       | Air Manila International                       | Vol Air Manila 702. Ayant rentré les volets trop tôt après le décollage, le pilote ne parvient pas à avoir une vitesse ascensionnelle suffisante pour sortir du relief encaissé entourant l'aérodrome. L'appareil percute le sol, tuant ses 45 occupants et une personne au sol. |
| 30 juin 1977      | Au large du Panama (littoral atlantique)      | N126US         | Cooperativa Nacional de Montecillos, vol cargo | Avion disparu en mer avec ses quatre occupants. |
| 6 juillet 1977    | Aéroport international de Lambert-Saint-Louis | N280F          | Fleming International Airways, vol cargo       | Décollage sur trois moteurs, l'avion ne parvient pas à prendre de l'altitude et s'écrase, tuant ses trois membres d'équipage. |
| 18 novembre 1979  | Salt Lake City (Utah)                         | N859U          | Transamerica Airlines, vol cargo               | Défaillance des instruments, perte d'orientation de l'équipage. L'avion se brise du fait de manœuvres trop serrées. |
| 8 janvier 1981    | Aéroport international La Aurora (Guatemala)  | HR-SAW         | SAHSA - Servicio Aéreo de Honduras SA          | Défaillance du système hydraulique pendant le décollage. L'avion s'écrase, aucun survivant parmi les six membres d'équipage. |
| 8 juin 1983       | Près de Cold Bay (Alaska)                     | N1968R         | Reeve Aleutian                                 | Vol Reeve Aleutian Airways 8. Perte d'une pale en vol. La pale percute le fuselage et provoque une décompression explosive, mais l'équipage parvient à poser l'avion, aucune victime.                                                                                            |
| 30 mai 1984       | Chalkhill (Pennsylvanie)                      | N5523          | Zantop International Airlines, cargo           | Perte de contrôle en vol, probablement à cause d'une panne des instruments. |
| 9 janvier 1985    | Kansas City (Missouri)                        | N357Q          | TPI International Airways, cargo               | Mauvaise condition de visibilité, l'équipage est désorienté lors de l'atterrissage. |
| 21 janvier 1985   | Aéroport international de Reno-Tahoe (Nevada) | N5532          | Galaxy Airlines, vol charter                   | Vol Galaxy Airlines 203. Accident au décollage causé par une erreur de l'équipe au sol, la trappe de démarrage par air comprimé d'un moteur n'ayant pas été refermée. Soixante-dix morts.                                                                                        |
| 5 février 1986    | Kasongo (Zaïre)                               | 9Q-CWT         | GLM Aviation                                   | Atterrissage forcé dans la savane. Deux morts sur les quatorze occupants. |
| 12 septembre 1988 | Aéroport de Lago Agrio (Équateur)             | HC-AZY         | TAME Ecuador, cargo                            | Un moteur prend feu lors du décollage, tuant les sept occupants. |
| 21 mars 1990      | Las Mesitas (Honduras)                        | HR-TNL         | TAN Honduras, vol cargo                        | L'avion s'écrase à l'atterrissage, dans un manque complet de visibilité lié à la météo. |
| 18 décembre 1995  | Cahungula (Lunda Norte)                       | 9Q-CRR         | Trans Service Airlift                          | Vol aux motifs non-public. Avion largement surchagé, avec 144 passagers. Deux survivants. |
| 8 février 1999    | Kinshasa (République démocratique du Congo)   | 9Q-CDI         | Air Karibu                                     | Transportant du carburant et des munitions pour l'armée congolaise, l'avion s'écrase à cause d'une panne de moteur au décollage. |
| 16 juillet 2003   | Cranbrook (Colombie-Britannique)              | C-GFQA         | Air Spray (Bombardier d'eau)                   | S'écrase pendant la lutte anti-incendie, tuant ses deux membres d'équipage. |

## Exemplaires subsistants

### Encore en service

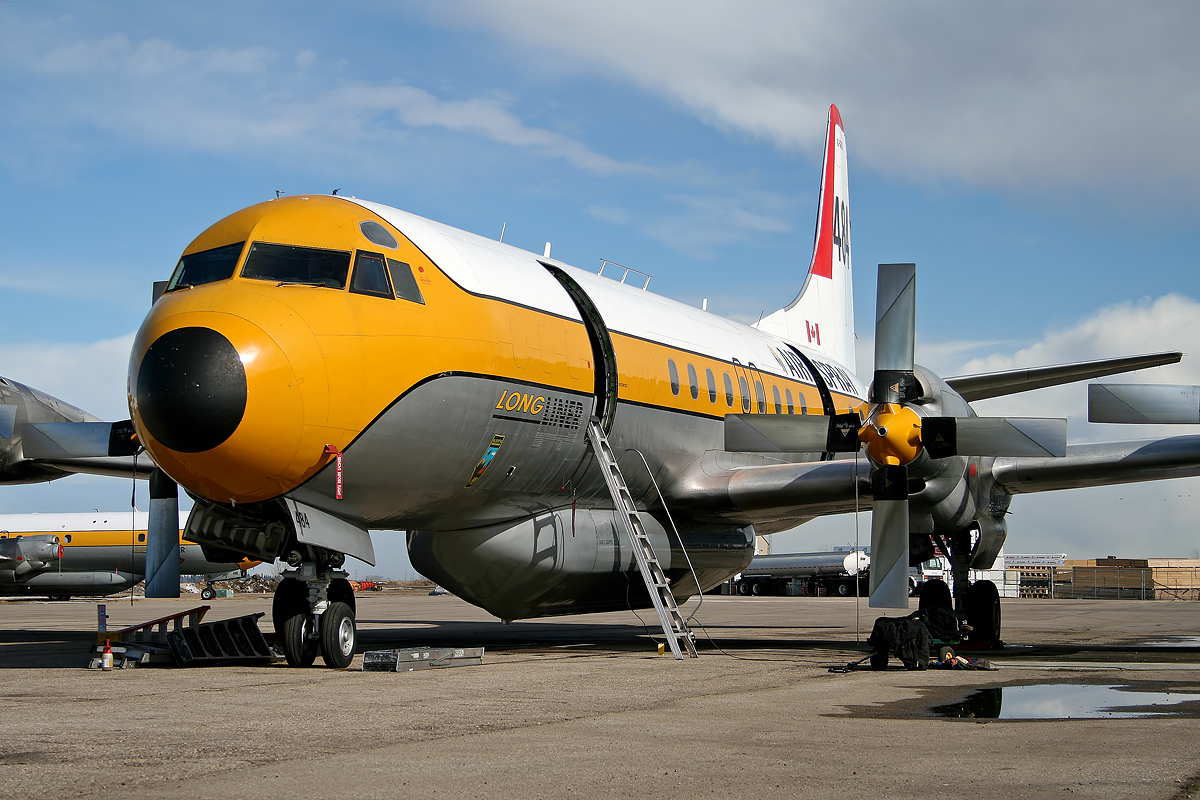
Electra équipé en bombardier d'eau (l'appareil a été modifié : une longue protubérance est visible sous le fuselage).

Si plus aucun Electra n'effectue de vols réguliers, il subsiste en 2020 un petit nombre d'appareils encore en service au Canada pour d'autres fonctions. La compagnie Buffalo Airways en possède quatre, qui sont utilisés comme cargos (sur affrètement vers des aérodromes isolés) et comme bombardiers d'eau. L'avion possède des caractéristiques (aptitude à utiliser des pistes courtes et mal aménagées, manœuvrabilité à basse vitesse) qui le rendent précieux, et difficile à remplacer dans un budget raisonnable, pour de tels usages,.

### Exposés
Au moins cinq L-188 sont préservés dans des musées. Cette liste n'inclut ni les P-3 Orion, ni les CP-140 Aurora.
- Le no 1003 est exposé au musée de l'avion navale américaine, à Pensacola en Floride. Cet avion est un Electra de série qui a été modifié pour servir de prototype au Lockheed P-3 Orion[94].
- Le no 1025 se trouve au musée aérospatial brésilien, à Rio de Janeiro[95].
- Le no 1125, ancien avion de Transporte Aéreo Militar, est exposé au musée aéronautique bolivien[96].
- Deux exemplaires sont au musée de l'aviation navale en Argentine (es)[97].

## Cinéma
Un Electra en version cargo, appartenant à une compagnie imaginaire appelée Drax Air Freight, apparait dans Moonraker (1979), un des films de la saga James Bond. Le premier film Borat fait aussi apparaitre un Lockheed Electra, utilisé par le personnage éponyme pour quitter son pays.